# Мајкл Бин
Мајкл Конел Бин (енгл. Michael Connell Biehn; Анистон, 31. јул 1956) је амерички глумац. Најпознатији је по улози Кајла Риза у филму Терминатор, где је сарађивао са Линдом Хамилтон и Арнолдом Шварценегером. Такође је познат по улози каплара Двејна Хикса у филму Осми путник 2. Глумио је и у филму Стена, заједно са Николасом Кејџом и Шоном Конеријем, а тумачио је и једну од главних улога у филму Грајндхаус редитеља Роберта Родригеза и Квентина Тарантина.